# Leistomorpha brontoscopa
Leistomorpha brontoscopa là một loài bướm đêm thuộc họ Oecophoridae. Nó được tìm thấy ở the Lãnh thổ Thủ đô Úc, New South Wales, Tasmania và Victoria.
Ấu trùng ăn lá chết của loài Eucalyptus, gồm Eucalyptus bicostata và Eucalyptus bridgesiana. Chúng thường được tìm thấy ở lá cây chết.

## Hình ảnh

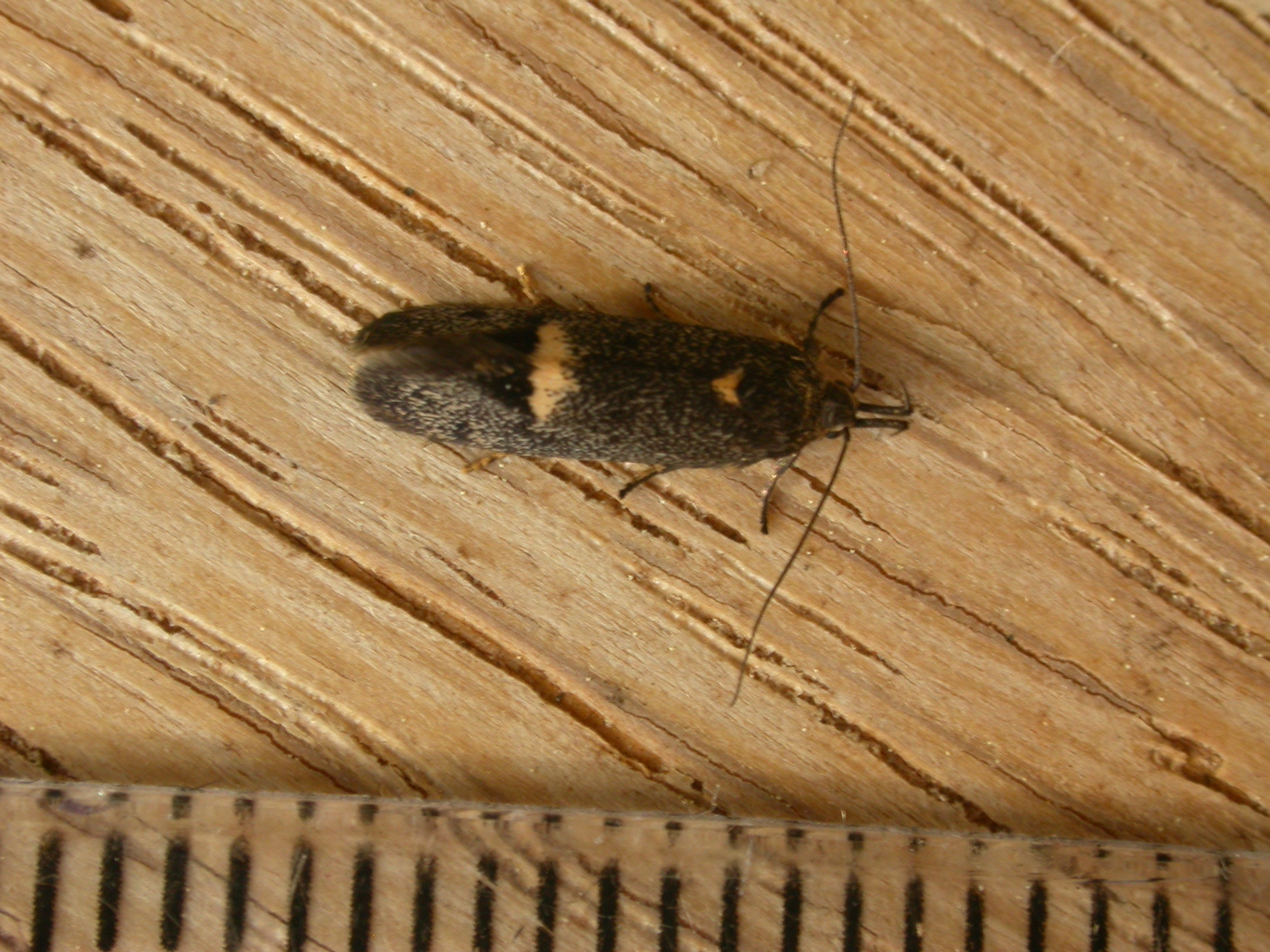